# Ligue des champions de l'UEFA 2013-2014
Navigation
Édition précédente Édition suivante
La Ligue des champions 2013-2014 est la 59e édition de la coupe d'Europe des clubs champions. 76 clubs européens y participent.
Elle oppose les meilleurs clubs européens qui se sont illustrés dans leurs championnats respectifs la saison précédente.
La finale se déroule le 24 mai 2014 à l'Estádio da Luz à Lisbonne. Elle oppose l'Atlético Madrid au Real Madrid. Ce dernier remporte la finale sur le score de 4 buts à 1. C'est la première fois que deux clubs d'une même ville s'affrontent en finale de Ligue des champions.

## Participants
Un total de 76 équipes provenant de 52 associations membres de l'UEFA participent à la Ligue des champions 2013‑2014.
D'après les coefficients UEFA des pays 2011-2012, une liste d’accès définit d’abord le nombre de clubs qu’une association a droit d’envoyer. La répartition pour la saison 2013-2014 est la suivante :
- Les associations aux places 1 à 3 envoient les quatre meilleurs clubs de leur championnat ;
- celles aux places 4 à 6 envoient les trois meilleurs ;
- celles aux places 7 à 15, les deux meilleurs ;
- celles aux places 16 à 53, leur champion, exception faite du Liechtenstein dont les clubs membres jouent en Suisse.

Dans un second temps, le rang en championnat détermine le tour d’arrivée. Mais si le tenant du titre, pour qui une place est réservée, se qualifie via son championnat, la liste est décalée : le champion du 13e pays (Danemark) se qualifie directement pour la phase de groupes, le champion du 16e pays (Chypre) accède directement au troisième tour préliminaire et ceux des 48e et 49e pays (Irlande du Nord et Luxembourg) avancent au deuxième tour préliminaire.
Le classement est sur UEFA.com
|     | Angleterre                  | Espagne                  | Allemagne                  |
| --- | --------------------------- | ------------------------ | -------------------------- |
| 1er | Manchester United (130.592) | FC Barcelone (157.605)   | Bayern Munich (146.922)    |
| 2e  | Manchester City (70.592)    | Real Madrid CF (136.605) | Borussia Dortmund (61.922) |
| 3e  | Chelsea FC (137.592)        | Atlético Madrid (99.605) | Bayer Leverkusen (53.922)  |

|     | Italie              | Portugal                   | France                          |
| --- | ------------------- | -------------------------- | ------------------------------- |
| 1er | Juventus (70.829)   | FC Porto (104.833)         | Paris SG (71.800)               |
| 2e  | SSC Naples (46.829) | Benfica Lisbonne (102.833) | Olympique de Marseille (78.800) |

|     | Russie               | Pays-Bas                | Ukraine                   | Grèce               | Turquie                 | Belgique                | Danemark               |
| --- | -------------------- | ----------------------- | ------------------------- | ------------------- | ----------------------- | ----------------------- | ---------------------- |
| 1er | CSKA Moscou (77.766) | Ajax Amsterdam (64.945) | Chakhtar Donetsk (94.951) | Olympiakos (57.800) | Galatasaray SK (54.400) | RSC Anderlecht (44.880) | FC Copenhague (47.140) |

| Barrages | Barrages |
| --- | --- |
| Aucune entrée | |
| Troisième tour de qualification | |
| - Suisse : FC Bâle (59.785) - Autriche : Austria Vienne (16.575) | - Chypre : APOEL Nicosie (35.366) |
| Deuxième tour de qualification | |
| - Israël : Maccabi Tel-Aviv (8.075) - Écosse : Celtic Glasgow (37.538) - République tchèque : Viktoria Plzeň (28.745) - Pologne : Legia Varsovie (13.650) - Croatie : Dinamo Zagreb (25.916) - Roumanie : Steaua Bucarest (35.604) - Biélorussie : BATE Borisov (39.175) - Suède : Elfsborg (8.125) - Slovaquie : Slovan Bratislava (8.341) - Norvège : Molde (7.835) - Serbie : Partizan Belgrade (17.425) - Bulgarie : Ludogorets Razgrad (3.450) - Hongrie : Győri ETO FC (3.850) - Finlande : HJK Helsinki (6.701) - Géorgie : Dinamo Tbilissi (5.333) - Bosnie-Herzégovine : Željezničar Sarajevo (4.566) | - Irlande : Sligo Rovers (3.225) - Slovénie : NK Maribor (9.941) - Lituanie : FK Ekranas (6.300) - Moldavie : Sheriff Tiraspol (11.533) - Azerbaïdjan : Neftchi Bakou (5.708) - Lettonie : Daugava Daugavpils (1.658) - Macédoine : Vardar Skopje (2.050) - Kazakhstan : Shakhtyor Karagandy (2.941) - Islande : FH Hafnarfjordur (4.083) - Monténégro : Sutjeska Nikšić (1.300) - Albanie : Skënderbeu Korçë (2.833) - Malte : Birkirkara FC (2.541) - Pays de Galles : The New Saints (3.766) - Estonie : Nõmme Kalju (1.191) - Irlande du Nord : Cliftonville (2.116) - Luxembourg : Fola Esch (0.925) |
| Premier tour de qualification | |
| - Arménie : FC Shirak (0.850) - Îles Féroé : EB/Streymur (2.316) | - Andorre : FC Lusitanos (1.100) - Saint-Marin : SP Tre Penne (1.383) |

| Barrages |
| --- |
| - Quatrième - Angleterre : Arsenal FC (113.592) - Espagne : Real Sociedad (17.605) - Allemagne : Schalke 04 (84.922) - Troisième - Italie : AC Milan (93.829) - Portugal : Paços de Ferreira (12.833) |
| Troisième tour de qualification |
| - Troisième - France : Olympique lyonnais (95.800) - Deuxième - Russie : Zénith Saint-Pétersbourg (70.766) - Pays-Bas : PSV Eindhoven (64.945) - Ukraine : Metalist Kharkiv (62.451) - Grèce : PAOK Salonique (28.800) - Turquie : Fenerbahçe (46.400) - Belgique : Zulte Waregem (6.880) - Danemark : FC Nordsjælland (12.640) - Suisse : Grasshopper Zurich (7.285) - Autriche : Red Bull Salzbourg (28.075) |

## Calendrier
| Nom                                             | Tirage au sort | Match aller                               | Match retour                               | Nombre de participants | Nombre en lice |
| ----------------------------------------------- | -------------- | ----------------------------------------- | ------------------------------------------ | ---------------------- | -------------- |
| Phase qualificative (2013)                      |                |                                           |                                            |                        |                |
| Premier tour de qualification                   | 24 juin        | 2-3 juillet                               | 9-10 juillet                               | 4                      | 76 à 74        |
| Deuxième tour de qualification                  | 24 juin        | 16-17 juillet                             | 23-24 juillet                              | 34                     | 74 à 57        |
| Troisième tour de qualification                 | 19 juillet     | 30-31 juillet                             | 6-7 août                                   | 30                     | 57 à 42        |
| Quatrième tour (Barrages)                       | 9 août         | 20-21 août                                | 27-28 août                                 | 20                     | 42 à 32        |
| Phase de groupes (2013)                         |                |                                           |                                            |                        |                |
| Journées 1 et 5 Journées 2 et 6 Journées 3 et 4 | 29 août        | 17-18 septembre 1-2 octobre 22-23 octobre | 26-27 novembre 10-11 décembre 5-6 novembre | 32 (10 + 22)           | 32 à 16        |
| Phase à élimination directe (2014)              |                |                                           |                                            |                        |                |
| Huitièmes de finale                             | 16 décembre    | 18-19-25-26 février                       | 11-12-18-19 mars                           | 16                     | 16 à 8         |
| Quarts de finale                                | 21 mars        | 1-2 avril                                 | 8-9 avril                                  | 8                      | 8 à 4          |
| Demi-finales                                    | 11 avril       | 22-23 avril                               | 29-30 avril                                | 4                      | 4 à 2          |
| Finale                                          | 24 mai         | 24 mai                                    | 24 mai                                     | 2                      | 2 à 1          |

## Phase qualificative
Les équipes marquées d'un astérisque sont têtes de série lors du tirage au sort et ne peuvent se rencontrer.

### Premier tour de qualification
Quatre équipes participent à ce tour de qualification, dont deux sont désignées têtes de série en fonction de leur coefficient UEFA 2013.
| Têtes de série | Têtes de série | -            | -     |
| -------------- | -------------- | ------------ | ----- |
| EB/Streymur    | 2.316          | FC Lusitanos | 1.100 |
| SP Tre Penne   | 1.383          | FC Shirak    | 0.850 |

| Équipe       | Aller | Total | Retour | Équipe        |
| ------------ | ----- | ----- | ------ | ------------- |
| FC Shirak    | 3 - 0 | 3 - 1 | 0 - 1  | SP Tre Penne* |
| FC Lusitanos | 2 - 2 | 3 - 7 | 1 - 5  | EB/Streymur*  |

### Deuxième tour de qualification

#### Tirage au sort
34 équipes participent à ce tour de qualification : 32 qui entrent en lice à ce stade et les 2 vainqueurs du premier tour de qualification. La moitié des équipes dans chaque chapeau sont désignées têtes de série sur le même principe qu'au tour précédent. Les trois chapeaux sont indépendants, et le tirage est donc interne dans chacun d'entre eux (un club d'un chapeau donné ne peut rencontrer qu'un autre club du même chapeau).
| Chapeau 1        | Chapeau 1      | Chapeau 1            | Chapeau 1 | Chapeau 2         | Chapeau 2      | Chapeau 2          | Chapeau 2 | Chapeau 3         | Chapeau 3      | Chapeau 3           | Chapeau 3     |
| Têtes de série   | Têtes de série | -                    | -         | Têtes de série    | Têtes de série | -                  | -         | Têtes de série    | Têtes de série | -                   | -             |
| ---------------- | -------------- | -------------------- | --------- | ----------------- | -------------- | ------------------ | --------- | ----------------- | -------------- | ------------------- | ------------- |
| Steaua Bucarest  | 35.604         | Željezničar Sarajevo | 4.566     | Celtic Glasgow    | 37.538         | FH Hafnarfjordur   | 4.083     | BATE Borisov      | 39.175         | Győri ETO           | 3.850         |
| Viktoria Plzeň   | 28.745         | Skënderbeu Korçë     | 2.833     | Legia Varsovie    | 13.650         | The New Saints     | 3.766     | Dinamo Zagreb     | 25.916         | Ludogorets Razgrad  | 3.450         |
| Sheriff Tiraspol | 11.533         | Birkirkara FC        | 2.541     | Elfsborg          | 8.125          | Sligo Rovers       | 3.225     | Partizan Belgrade | 17.425         | Shakhtyor Karagandy | 2.941         |
| NK Maribor       | 9.941          | Vardar Skopje        | 2.050     | Molde             | 7.835          | Cliftonville       | 2.116     | Slovan Bratislava | 8.341          | EB/Streymur †       | 2.316         |
| Neftchi Bakou    | 5.708          | Sutjeska Nikšić      | 1.300     | HJK Helsinki      | 6.701          | Daugava Daugavpils | 1.658     | Maccabi Tel-Aviv  | 8.075          | FC Shirak †         | 0.850 (1.383) |
|                  |                |                      |           | Ekranas Panevėžys | 6.300          | Nõmme Kalju        | 1.191     | Dinamo Tbilissi   | 5.333          | Fola Esch           | 0.925         |

† : Vainqueurs du premier tour de qualification dont l'identité n'était pas connue au moment du tirage au sort. Les équipes en italique ont battu une équipe avec un coefficient plus élevé au tour précédent et ont hérité de ce coefficient (entre parenthèses) pour le tirage au sort.

#### Rencontres
| Équipe             | Aller  | Total  | Retour  | Équipe               |
| ------------------ | ------ | ------ | ------- | -------------------- |
| *Neftchi Bakou     | 0 - 0  | 0 - 1  | 0 - 1ap | Skënderbeu Korçë     |
| *Steaua Bucarest   | 3 - 0  | 5 - 1  | 2 - 1   | Vardar Skopje        |
| *Viktoria Plzeň    | 4 - 3  | 6 - 4  | 2 - 1   | Željezničar Sarajevo |
| *Sheriff Tiraspol  | 1 - 1  | 6 - 1  | 5 - 0   | Sutjeska Nikšić      |
| Birkirkara FC      | 0 - 0  | 0 - 2  | 0 - 2   | NK Maribor*          |
| Sligo Rovers       | 0 - 1  | 0 - 3  | 0 - 2   | Molde*               |
| *Elfsborg          | 7 - 1  | 11 - 1 | 4 - 0   | Daugava Daugavpils   |
| *HJK Helsinki      | 0 - 0  | 1 - 2  | 1 - 2   | Nõmme Kalju          |
| *Ekranas Panevėžys | 0 - 1  | 1 - 3  | 1 - 2   | FH Hafnarfjordur     |
| The New Saints     | 1 - 3  | 1 - 4  | 0 - 1   | Legia Varsovie*      |
| Cliftonville       | 0 - 3  | 0 - 5  | 0 - 2   | Celtic Glasgow*      |
| Fola Esch          | 0 - 5  | 0 - 6  | 0 - 1   | Dinamo Zagreb*       |
| Győri ETO          | 0 - 2  | 1 - 4  | 1 - 2   | Maccabi Tel-Aviv*    |
| *BATE Borisov      | 0 - 1  | 0 - 2  | 0 - 1   | Shakhtyor Karagandy  |
| FC Shirak          | 1 - 1E | 1 - 1  | 0 - 0   | Partizan Belgrade*   |
| *Slovan Bratislava | 2 - 1  | 2 - 4  | 0 - 3   | Ludogorets Razgrad   |
| *Dinamo Tbilissi   | 6 - 1  | 9 - 2  | 3 - 1   | EB/Streymur          |

### Troisième tour de qualification

#### Tirage au sort
30 équipes participent à ce tour de qualification, séparées en deux voies de qualification distinctes :
- La voie des Champions : 3 équipes entrent à ce stade de la compétition, rejointes par les 17 équipes issues du deuxième tour de qualification ;
- La voie de la Ligue : 10 équipes entrent en lice à ce stade.

Comme pour le tour précédent les chapeaux sont indépendants, et le tirage est donc interne dans chacun d'entre eux : un club tête de série d'un chapeau donné ne peut rencontrer qu'un autre club du même chapeau qui n'est pas tête de série.
| Voie des Champions | Voie des Champions | Voie des Champions   | Voie des Champions | Voie des Champions    | Voie des Champions | Voie des Champions | Voie des Champions | Voie de la Ligue         | Voie de la Ligue | Voie de la Ligue   | Voie de la Ligue |
| Chapeau 1          | Chapeau 1          | Chapeau 1            | Chapeau 1          | Chapeau 2             | Chapeau 2          | Chapeau 2          | Chapeau 2          | Voie de la Ligue         | Voie de la Ligue | Voie de la Ligue   | Voie de la Ligue |
| Têtes de série     | Têtes de série     | -                    | -                  | Têtes de série        | Têtes de série     | -                  | -                  | Têtes de série           | Têtes de série   | -                  | -                |
| ------------------ | ------------------ | -------------------- | ------------------ | --------------------- | ------------------ | ------------------ | ------------------ | ------------------------ | ---------------- | ------------------ | ---------------- |
| FC Bâle            | 59.785             | NK Maribor           | 9.941              | Shakhtyor Karagandy † | 2.941 (39.175)     | Sheriff Tiraspol   | 11.533             | Olympique lyonnais       | 95.800           | PAOK Salonique     | 28.800           |
| Steaua Bucarest    | 35.604             | Ludogorets Razgrad † | 3.450 (8.341)      | Celtic Glasgow        | 37.538             | IF Elfsborg        | 8.125              | Zénith Saint-Pétersbourg | 70.766           | Red Bull Salzbourg | 28.075           |
| APOEL Nicosie      | 35.366             | Maccabi Tel-Aviv     | 8.075              | Viktoria Plzeň        | 28.745             | Nõmme Kalju †      | 1.191 (6.701)      | PSV Eindhoven            | 64.945           | FC Nordsjælland    | 12.640           |
| Partizan Belgrade  | 17.425             | Molde                | 7.835              | Dinamo Zagreb         | 25.916             | FH Hafnarfjordur † | 4.083 (6.300)      | Metalist Kharkiv         | 62.451           | Grasshopper Zurich | 7.285            |
| Legia Varsovie     | 13.650             | Dinamo Tbilissi      | 5.333              | Austria Vienne        | 16.575             | Skënderbeu Korçë † | 2.833 (5.708)      | Fenerbahçe SK            | 46.400           | Zulte Waregem      | 6.880            |

† : Vainqueurs du deuxième tour de qualification dont l'identité n'était pas connue au moment du tirage au sort. Les équipes en italique ont battu une équipe avec un coefficient plus élevé au tour précédent et ont hérité de ce coefficient (entre parenthèses) pour le tirage au sort.

#### Rencontres
| Équipe               | Aller              | Total              | Retour             | Équipe                    |
| Voie des Champions   | Voie des Champions | Voie des Champions | Voie des Champions | Voie des Champions        |
| -------------------- | ------------------ | ------------------ | ------------------ | ------------------------- |
| *FC Bâle             | 1 - 0              | 4 - 3              | 3 - 3              | Maccabi Tel-Aviv          |
| Molde                | 1 - 1E             | 1 - 1              | 0 - 0              | Legia Varsovie*           |
| Ludogorets Razgrad   | 2 - 1              | 3 - 1              | 1 - 0              | Partizan Belgrade*        |
| Dinamo Tbilissi      | 0 - 2              | 1 - 3              | 1 - 1              | Steaua Bucarest*          |
| *APOEL Nicosie       | 1 - 1E             | 1 - 1              | 0 - 0              | NK Maribor                |
| *Celtic Glasgow      | 1 - 0              | 1 - 0              | 0 - 0              | IF Elfsborg               |
| *Shakhtyor Karagandy | 3 - 0              | 5 - 3              | 2 - 3              | Skënderbeu Korçë          |
| *Austria Vienne      | 1 - 0              | 1 - 0              | 0 - 0              | FH Hafnarfjordur          |
| Nõmme Kalju          | 0 - 4              | 2 - 10             | 2 - 6              | Viktoria Plzeň*           |
| *Dinamo Zagreb       | 1 - 0              | 4 - 0              | 3 - 0              | Sheriff Tiraspol          |
| Voie de la Ligue     |                    |                    |                    |                           |
| FC Nordsjælland      | 0 - 1              | 0 - 6              | 0 - 5              | Zénith Saint-Pétersbourg* |
| Red Bull Salzbourg   | 1 - 1              | 2 - 4              | 1 - 3              | Fenerbahçe SK*            |
| PAOK Salonique*      | 0 - 2              | 1 - 3              | 1 - 1              | Metalist Kharkiv          |
| *PSV Eindhoven       | 2 - 0              | 5 - 0              | 3 - 0              | Zulte Waregem             |
| *Olympique lyonnais  | 1 - 0              | 2 - 0              | 1 - 0              | Grasshopper Zurich        |

Les équipes éliminées sont reversées en barrages de la Ligue Europa.

### Quatrième tour (barrages)

#### Tirage au sort
Les 20 équipes participant aux barrages sont réparties de la façon suivante :
- Voie des Champions : les 10 vainqueurs du troisième tour de qualification ;
- Voie de la Ligue : 5 équipes entrent en lice à ce stade, rejointes par les 5 équipes issues du troisième tour de qualification.

| Voie des Champions | Voie des Champions | Voie des Champions  | Voie des Champions | Voie de la Ligue         | Voie de la Ligue | Voie de la Ligue                | Voie de la Ligue |
| Têtes de série     | Têtes de série     | -                   | -                  | Têtes de série           | Têtes de série   | -                               | -                |
| ------------------ | ------------------ | ------------------- | ------------------ | ------------------------ | ---------------- | ------------------------------- | ---------------- |
| FC Bâle            | 59.785             | Austria Vienne      | 16.575             | Arsenal FC               | 113.592          | PSV Eindhoven                   | 64.945           |
| Celtic Glasgow     | 37.538             | Legia Varsovie      | 13.650             | Olympique lyonnais       | 95.800           | Fenerbahçe SK                   | 46.400           |
| Steaua Bucarest    | 35.604             | NK Maribor          | 9.941              | AC Milan                 | 93.829           | Metalist Kharkiv PAOK Salonique | 28.800           |
| Viktoria Plzeň     | 28.745             | Ludogorets Razgrad  | 3.450              | Schalke 04               | 84.922           | Real Sociedad                   | 17.605           |
| Dinamo Zagreb      | 25.916             | Shakhtyor Karagandy | 2.941              | Zénith Saint-Pétersbourg | 70.766           | Paços de Ferreira               | 12.833           |

Pour avoir truqué un match de championnat d'Ukraine contre le Karpaty Lviv le 19 avril 2008 (condamnation du 2 août 2013 par le TAS), le Metalist Kharkiv est exclu de la compétition et remplacé le 14 août 2013 par le club qu'il a éliminé au tour précédent, le PAOK Salonique.

#### Rencontres
| Équipe              | Aller              | Total              | Retour             | Équipe                    |
| Voie des champions  | Voie des champions | Voie des champions | Voie des champions | Voie des champions        |
| ------------------- | ------------------ | ------------------ | ------------------ | ------------------------- |
| *Dinamo Zagreb      | 0 - 2              | 3 - 4              | 3 - 2              | Austria Vienne            |
| Ludogorets Razgrad  | 2 - 4              | 2 - 6              | 0 - 2              | FC Bâle*                  |
| *Viktoria Plzeň     | 3 - 1              | 4 - 1              | 1 - 0              | NK Maribor                |
| Shakhtyor Karagandy | 2 - 0              | 2 - 3              | 0 - 3              | Celtic Glasgow*           |
| *Steaua Bucarest    | 1 - 1              | 3 - 3              | E2 - 2             | Legia Varsovie            |
| Voie de la Ligue    |                    |                    |                    |                           |
| *Olympique lyonnais | 0 - 2              | 0 - 4              | 0 - 2              | Real Sociedad             |
| *Schalke 04         | 1 - 1              | 4 - 3              | 3 - 2              | PAOK Salonique            |
| Paços de Ferreira   | 1 - 4              | 3 - 8              | 2 - 4              | Zénith Saint-Pétersbourg* |
| PSV Eindhoven       | 1 - 1              | 1 - 4              | 0 - 3              | AC Milan*                 |
| Fenerbahçe SK       | 0 - 3              | 0 - 5              | 0 - 2              | Arsenal FC*               |

Les équipes éliminées sont reversées en phase de groupes de la Ligue Europa.

## Phase de groupes

### Format et tirage au sort
Atletico Madrid
Real Madrid
Arsenal FC
Chelsea FC
Manchester City
Manchester United
Les 10 vainqueurs des barrages rejoignent les 22 qualifiés d'office pour la phase de groupes, à savoir : 
- les champions, vice-champions et troisièmes des associations classées de 1 à 3 à l'indice UEFA (Angleterre, Espagne et Allemagne);
- les champions et vice-champions des associations classées de 4 à 6 à l'indice UEFA (Italie, Portugal et France);
- les 6 champions des associations classées de 7 à 12 à l'indice UEFA (Russie, Pays-Bas, Ukraine, Grèce, Turquie, Belgique);
- le tenant du titre, ou -si déjà qualifié- le champion de l'association classée 13 à l'indice UEFA (Danemark).

Ces 32 équipes sont réparties en huit groupes de quatre où elles s'affrontent en matchs aller-retour sur six journées. Les deux premiers de chaque groupe se qualifient pour les huitièmes de finale tandis que les troisièmes de chaque groupe s'en vont disputer les seizièmes de finale de la Ligue Europa.
Pour le tirage au sort, les 32 équipes sont réparties en quatre pots selon leur coefficient UEFA.
Le tenant du titre est placé d'office dans les têtes de série (pot 1), quelle que soit la valeur de son coefficient UEFA par rapport à celle des coefficients des autres équipes en compétition.
Légende : 
T : Tenant du titre

C : Champion national
- Futur qualifié pour les huitièmes de finale
- Futur repêché en seizièmes de finale de la Ligue Europa

| Pot 1               | Pot 1   | Pot 2                  | Pot 2  | Pot 3                    | Pot 3  | Pot 4             | Pot 4  |
| ------------------- | ------- | ---------------------- | ------ | ------------------------ | ------ | ----------------- | ------ |
| Bayern Munich T C   | 146.922 | Atlético Madrid        | 99.605 | Zénith Saint-Pétersbourg | 70.766 | FC Copenhague C   | 47.140 |
| FC Barcelone C      | 157.605 | Chakhtar Donetsk C     | 94.951 | Manchester City          | 70.592 | SSC Naples        | 46.829 |
| Chelsea FC          | 137.592 | AC Milan               | 93.829 | Ajax Amsterdam C         | 64.945 | RSC Anderlecht C  | 44.880 |
| Real Madrid CF      | 136.605 | Schalke 04             | 84.922 | Borussia Dortmund        | 61.922 | Celtic Glasgow C  | 37.538 |
| Manchester United C | 130.592 | Olympique de Marseille | 78.800 | FC Bâle C                | 59.785 | Steaua Bucarest C | 35.604 |
| Arsenal FC          | 113.592 | CSKA Moscou C          | 77.766 | Olympiakos C             | 57.800 | Viktoria Plzeň C  | 28.745 |
| FC Porto C          | 104.833 | Paris SG C             | 71.800 | Galatasaray SK C         | 54.400 | Real Sociedad     | 17.605 |
| Benfica Lisbonne    | 102.833 | Juventus C             | 70.829 | Bayer Leverkusen         | 53.922 | Austria Vienne C  | 16.575 |

### Matchs et classements
Journée 1 : 17-18 septembre 2013
Journée 2 : 1-2 octobre 2013
Journée 3 : 22-23 octobre 2013
Journée 4 : 5-6 novembre 2013
Journée 5 : 26-27 novembre 2013
Journée 6 : 10-11 décembre 2013
Légende des classements
- Qualifié pour les huitièmes de finale
- Repêché en seizièmes de finale de la Ligue Europa

Légende des résultats
- Victoire à domicile
- Match nul
- Victoire à l'extérieur

#### Groupe A
| Rang | Équipe            | Pts | J | G | N | P | Bp | Bc | Diff |  | Résultats (▼ dom., ► ext.) |     |     |     |     |
| ---- | ----------------- | --- | - | - | - | - | -- | -- | ---- |  | -------------------------- | --- | --- | --- | --- |
| 1    | Manchester United | 14  | 6 | 4 | 2 | 0 | 12 | 3  | +9   |  | Manchester United          |     | 4-2 | 1-0 | 1-0 |
| 2    | Bayer Leverkusen  | 10  | 6 | 3 | 1 | 2 | 9  | 10 | -1   |  | Bayer Leverkusen           | 0-5 |     | 4-0 | 2-1 |
| 3    | Chakhtar Donetsk  | 8   | 6 | 2 | 2 | 2 | 7  | 6  | +1   |  | Chakhtar Donetsk           | 1-1 | 0-0 |     | 4-0 |
| 4    | Real Sociedad     | 1   | 6 | 0 | 1 | 5 | 1  | 10 | -9   |  | Real Sociedad              | 0-0 | 0-1 | 0-2 |     |

#### Groupe B
| Rang | Équipe         | Pts | J | G | N | P | Bp | Bc | Diff |  | Résultats (▼ dom., ► ext.) |     |     |     |     |
| ---- | -------------- | --- | - | - | - | - | -- | -- | ---- |  | -------------------------- | --- | --- | --- | --- |
| 1    | Real Madrid CF | 16  | 6 | 5 | 1 | 0 | 20 | 5  | +15  |  | Real Madrid CF             |     | 4-1 | 2-1 | 4-0 |
| 2    | Galatasaray SK | 7   | 6 | 2 | 1 | 3 | 8  | 14 | -6   |  | Galatasaray SK             | 1-6 |     | 1-0 | 3-1 |
| 3    | Juventus       | 6   | 6 | 1 | 3 | 2 | 9  | 9  | 0    |  | Juventus                   | 2-2 | 2-2 |     | 3-1 |
| 4    | FC Copenhague  | 4   | 6 | 1 | 1 | 4 | 4  | 13 | -9   |  | FC Copenhague              | 0-2 | 1-0 | 1-1 |     |

#### Groupe C
| Rang | Équipe           | Pts | J | G | N | P | Bp | Bc | Diff |  | Résultats (▼ dom., ► ext.) |     |     |     |     |
| ---- | ---------------- | --- | - | - | - | - | -- | -- | ---- |  | -------------------------- | --- | --- | --- | --- |
| 1    | Paris SG         | 13  | 6 | 4 | 1 | 1 | 16 | 5  | +11  |  | Paris SG                   |     | 2-1 | 3-0 | 1-1 |
| 2    | Olympiakos       | 10  | 6 | 3 | 1 | 2 | 10 | 8  | +2   |  | Olympiakos                 | 1-4 |     | 1-0 | 3-1 |
| 3    | Benfica Lisbonne | 10  | 6 | 3 | 1 | 2 | 8  | 8  | 0    |  | Benfica Lisbonne           | 2-1 | 1-1 |     | 2-0 |
| 4    | RSC Anderlecht   | 1   | 6 | 0 | 1 | 5 | 4  | 17 | -13  |  | RSC Anderlecht             | 0-5 | 0-3 | 2-3 |     |

#### Groupe D
| Rang | Équipe          | Pts | J | G | N | P | Bp | Bc | Diff |  | Résultats (▼ dom., ► ext.) |     |     |     |     |
| ---- | --------------- | --- | - | - | - | - | -- | -- | ---- |  | -------------------------- | --- | --- | --- | --- |
| 1    | Bayern Munich   | 15  | 6 | 5 | 0 | 1 | 17 | 5  | +12  |  | Bayern Munich              |     | 2-3 | 5-0 | 3-0 |
| 2    | Manchester City | 15  | 6 | 5 | 0 | 1 | 18 | 10 | +8   |  | Manchester City            | 1-3 |     | 4-2 | 5-2 |
| 3    | Viktoria Plzeň  | 3   | 6 | 1 | 0 | 5 | 6  | 17 | -11  |  | Viktoria Plzeň             | 0-1 | 0-3 |     | 2-1 |
| 4    | CSKA Moscou     | 3   | 6 | 1 | 0 | 5 | 8  | 17 | -9   |  | CSKA Moscou                | 1-3 | 1-2 | 3-2 |     |

#### Groupe E
| Rang | Équipe          | Pts | J | G | N | P | Bp | Bc | Diff |  | Résultats (▼ dom., ► ext.) |     |     |     |     |
| ---- | --------------- | --- | - | - | - | - | -- | -- | ---- |  | -------------------------- | --- | --- | --- | --- |
| 1    | Chelsea FC      | 12  | 6 | 4 | 0 | 2 | 12 | 3  | +9   |  | Chelsea FC                 |     | 3-0 | 1-2 | 1-0 |
| 2    | Schalke 04      | 10  | 6 | 3 | 1 | 2 | 6  | 6  | 0    |  | Schalke 04                 | 0-3 |     | 2-0 | 3-0 |
| 3    | FC Bâle         | 8   | 6 | 2 | 2 | 2 | 5  | 6  | -1   |  | FC Bâle                    | 1-0 | 0-1 |     | 1-1 |
| 4    | Steaua Bucarest | 3   | 6 | 0 | 3 | 3 | 2  | 10 | -8   |  | Steaua Bucarest            | 0-4 | 0-0 | 1-1 |     |

#### Groupe F
| Rang | Équipe                 | Pts | J | G | N | P | Bp | Bc | Diff |  | Résultats (▼ dom., ► ext.) |     |     |     |     |
| ---- | ---------------------- | --- | - | - | - | - | -- | -- | ---- |  | -------------------------- | --- | --- | --- | --- |
| 1    | Borussia Dortmund      | 12  | 6 | 4 | 0 | 2 | 11 | 6  | +5   |  | Borussia Dortmund          |     | 0-1 | 3-1 | 3-0 |
| 2    | Arsenal FC             | 12  | 6 | 4 | 0 | 2 | 8  | 5  | +3   |  | Arsenal FC                 | 1-2 |     | 2-0 | 2-0 |
| 3    | SSC Naples             | 12  | 6 | 4 | 0 | 2 | 10 | 9  | +1   |  | SSC Naples                 | 2-1 | 2-0 |     | 3-2 |
| 4    | Olympique de Marseille | 0   | 6 | 0 | 0 | 6 | 5  | 14 | -9   |  | Olympique de Marseille     | 1-2 | 1-2 | 1-2 |     |

#### Groupe G
| Rang | Équipe                   | Pts | J | G | N | P | Bp | Bc | Diff |  | Résultats (▼ dom., ► ext.) |     |     |     |     |
| ---- | ------------------------ | --- | - | - | - | - | -- | -- | ---- |  | -------------------------- | --- | --- | --- | --- |
| 1    | Atlético Madrid          | 16  | 6 | 5 | 1 | 0 | 15 | 3  | +12  |  | Atlético Madrid            |     | 3-1 | 2-0 | 4-0 |
| 2    | Zénith Saint-Pétersbourg | 6   | 6 | 1 | 3 | 2 | 5  | 9  | -4   |  | Zénith Saint-Pétersbourg   | 1-1 |     | 1-1 | 0-0 |
| 3    | FC Porto                 | 5   | 6 | 1 | 2 | 3 | 4  | 7  | -3   |  | FC Porto                   | 1-2 | 0-1 |     | 1-1 |
| 4    | Austria Vienne           | 5   | 6 | 1 | 2 | 3 | 5  | 10 | -5   |  | Austria Vienne             | 0-3 | 4-1 | 0-1 |     |

#### Groupe H
| Rang | Équipe         | Pts | J | G | N | P | Bp | Bc | Diff |  | Résultats (▼ dom., ► ext.) |     |     |     |     |
| ---- | -------------- | --- | - | - | - | - | -- | -- | ---- |  | -------------------------- | --- | --- | --- | --- |
| 1    | FC Barcelone   | 13  | 6 | 4 | 1 | 1 | 16 | 5  | +11  |  | FC Barcelone               |     | 3-1 | 4-0 | 6-1 |
| 2    | AC Milan       | 9   | 6 | 2 | 3 | 1 | 8  | 5  | +3   |  | AC Milan                   | 1-1 |     | 0-0 | 2-0 |
| 3    | Ajax Amsterdam | 8   | 6 | 2 | 2 | 2 | 5  | 8  | -3   |  | Ajax Amsterdam             | 2-1 | 1-1 |     | 1-0 |
| 4    | Celtic Glasgow | 3   | 6 | 1 | 0 | 5 | 3  | 14 | -11  |  | Celtic Glasgow             | 0-1 | 0-3 | 2-1 |     |

## Phase à élimination directe
| \| Man. United Bayer Leverkusen Real Madrid Galatasaray SK Paris SG Olympiakos Bayern Munich Man. City Chelsea Atlético Madrid Barcelone Dortmund Schalke 04 Arsenal Zénith Saint-Pétersbourg Milan AC \| Localisation des clubs qualifiés pour la phase à élimination directe. Huitième de finalistes Quart de finalistes Demi-finalistes Finaliste Vainqueur |
| Man. United Bayer Leverkusen Real Madrid Galatasaray SK Paris SG Olympiakos Bayern Munich Man. City Chelsea Atlético Madrid Barcelone Dortmund Schalke 04 Arsenal Zénith Saint-Pétersbourg Milan AC |

### Qualification et tirage au sort
Pour le tirage des huitièmes de finale, les 8 premiers de groupe du tour précédent sont têtes de série et reçoivent pour le match retour, ils ne peuvent donc pas se rencontrer.
Deux équipes d'une même association nationale ne peuvent pas non plus se rencontrer en huitièmes de finale, de même que deux équipes issues du même groupe. Cette limitation est levée à partir des quarts de finale.
Le tirage au sort des huitièmes de finale de la ligue des champions 2013/2014 a lieu le 16 décembre 2013.
| Les 16 qualifiés - récapitulatif avant tirage au sort | Les 16 qualifiés - récapitulatif avant tirage au sort | Les 16 qualifiés - récapitulatif avant tirage au sort |
| Groupe                                                | 1er (tête de série)                                   | 2e                                                    |
| ----------------------------------------------------- | ----------------------------------------------------- | ----------------------------------------------------- |
| A                                                     | Manchester United                                     | Bayer Leverkusen                                      |
| B                                                     | Real Madrid CF                                        | Galatasaray SK                                        |
| C                                                     | Paris SG                                              | Olympiakos                                            |
| D                                                     | Bayern Munich                                         | Manchester City                                       |
| E                                                     | Chelsea FC                                            | Schalke 04                                            |
| F                                                     | Borussia Dortmund                                     | Arsenal                                               |
| G                                                     | Atlético Madrid                                       | Zénith Saint-Pétersbourg                              |
| H                                                     | FC Barcelone                                          | AC Milan                                              |

### Huitièmes de finale
| Équipe                   | Aller | Total | Retour | Équipe            |
| ------------------------ | ----- | ----- | ------ | ----------------- |
| Manchester City          | 0 - 2 | 1 - 4 | 1 - 2  | FC Barcelone      |
| Olympiakos               | 2 - 0 | 2 - 3 | 0 - 3  | Manchester United |
| AC Milan                 | 0 - 1 | 1 - 5 | 1 - 4  | Atlético Madrid   |
| Bayer Leverkusen         | 0 - 4 | 1 - 6 | 1 - 2  | Paris SG          |
| Galatasaray SK           | 1 - 1 | 1 - 3 | 0 - 2  | Chelsea FC        |
| Schalke 04               | 1 - 6 | 2 - 9 | 1 - 3  | Real Madrid CF    |
| Zénith Saint-Pétersbourg | 2 - 4 | 4 - 5 | 2 - 1  | Borussia Dortmund |
| Arsenal FC               | 0 - 2 | 1 - 3 | 1 - 1  | Bayern Munich     |

### Tableau final
|  | Huitièmes de finale      | Huitièmes de finale      | Huitièmes de finale | Huitièmes de finale |                   |                   | Quarts de finale | Quarts de finale | Quarts de finale | Quarts de finale |  |  | Demi-finales | Demi-finales | Demi-finales | Demi-finales |  |  | Finale                                 | Finale | Finale | Finale |
|  |                          |                          |                     |                     |                   |                   |                  |                  |                  |                  |  |  |              |              |              |              |  |  |                                        |        |        |        |
|  |                          |                          |                     |                     |                   |                   |                  |                  |                  |                  |  |  |              |              |              |              |  |  | 24 mai 2014 - Estádio da Luz, Lisbonne |        |        |        |
|  | Schalke 04               | Schalke 04               | 1                   | 1                   |                   |                   |                  |                  |                  |                  |  |  |              |              |              |              |  |  |                                        |        |        |        |
|  | Schalke 04               | Schalke 04               | 1                   | 1                   |                   |                   |                  |                  |                  |                  |  |  |              |              |              |              |  |  |                                        |        |        |        |
|  | Real Madrid CF           | Real Madrid CF           | 6                   | 3                   |                   |                   |                  |                  |                  |                  |  |  |              |              |              |              |  |  |                                        |        |        |        |
|  | Real Madrid CF           | Real Madrid CF           | 6                   | 3                   | Real Madrid CF    | Real Madrid CF    | 3                | 0                |                  |                  |  |  |              |              |              |              |  |  |                                        |        |        |        |
|  |                          |                          |                     |                     | Real Madrid CF    | Real Madrid CF    | 3                | 0                |                  |                  |  |  |              |              |              |              |  |  |                                        |        |        |        |
|  |                          |                          | Borussia Dortmund   | Borussia Dortmund   | 0                 | 2                 |                  |                  |                  |                  |  |  |              |              |              |              |  |  |                                        |        |        |        |
|  | Zénith Saint-Pétersbourg | Zénith Saint-Pétersbourg | Borussia Dortmund   | Borussia Dortmund   | 0                 | 2                 | 2                | 2                |                  |                  |  |  |              |              |              |              |  |  |                                        |        |        |        |
|  | Zénith Saint-Pétersbourg | Zénith Saint-Pétersbourg |                     |                     |                   |                   |                  | 2                |                  |                  |  |  |              |              |              |              |  |  |                                        |        |        |        |
|  | Borussia Dortmund        | Borussia Dortmund        | 4                   | 1                   |                   |                   |                  |                  |                  |                  |  |  |              |              |              |              |  |  |                                        |        |        |        |
|  | Borussia Dortmund        | Borussia Dortmund        | 4                   | 1                   | Real Madrid CF    | Real Madrid CF    | 1                | 4                |                  |                  |  |  |              |              |              |              |  |  |                                        |        |        |        |
|  |                          |                          |                     |                     | Real Madrid CF    | Real Madrid CF    | 1                | 4                |                  |                  |  |  |              |              |              |              |  |  |                                        |        |        |        |
|  |                          |                          | Bayern Munich       | Bayern Munich       | 0                 | 0                 |                  |                  |                  |                  |  |  |              |              |              |              |  |  |                                        |        |        |        |
|  | Olympiakós               | Olympiakós               | Bayern Munich       | Bayern Munich       | 0                 | 0                 | 2                | 0                |                  |                  |  |  |              |              |              |              |  |  |                                        |        |        |        |
|  | Olympiakós               | Olympiakós               | 1                   |                     |                   |                   | 2                | 0                |                  |                  |  |  |              |              |              |              |  |  |                                        |        |        |        |
|  | Manchester United        | Manchester United        | 0                   | 3                   |                   |                   |                  |                  |                  |                  |  |  |              |              |              |              |  |  |                                        |        |        |        |
|  | Manchester United        | Manchester United        | 0                   | 3                   | Manchester United | Manchester United | 1                | 1                |                  |                  |  |  |              |              |              |              |  |  |                                        |        |        |        |
|  |                          |                          |                     |                     | Manchester United | Manchester United | 1                | 1                |                  |                  |  |  |              |              |              |              |  |  |                                        |        |        |        |
|  |                          |                          | Bayern Munich       | Bayern Munich       | 1                 | 3                 |                  |                  |                  |                  |  |  |              |              |              |              |  |  |                                        |        |        |        |
|  | Arsenal FC               | Arsenal FC               | Bayern Munich       | Bayern Munich       | 1                 | 3                 | 0                | 1                |                  |                  |  |  |              |              |              |              |  |  |                                        |        |        |        |
|  | Arsenal FC               | Arsenal FC               |                     |                     |                   |                   |                  | 1                |                  |                  |  |  |              |              |              |              |  |  |                                        |        |        |        |
|  | Bayern Munich            | Bayern Munich            | 2                   | 1                   |                   |                   |                  |                  |                  |                  |  |  |              |              |              |              |  |  |                                        |        |        |        |
|  | Bayern Munich            | Bayern Munich            | 2                   | 1                   | Real Madrid CF    | Real Madrid CF    | 4 ap             | 4 ap             |                  |                  |  |  |              |              |              |              |  |  |                                        |        |        |        |
|  |                          |                          |                     |                     | Real Madrid CF    | Real Madrid CF    | 4 ap             | 4 ap             |                  |                  |  |  |              |              |              |              |  |  |                                        |        |        |        |
|  |                          |                          | Atlético Madrid     | Atlético Madrid     | 1                 | 1                 |                  |                  |                  |                  |  |  |              |              |              |              |  |  |                                        |        |        |        |
|  | Manchester City          | Manchester City          | Atlético Madrid     | Atlético Madrid     | 1                 | 1                 | 0                | 1                |                  |                  |  |  |              |              |              |              |  |  |                                        |        |        |        |
|  | Manchester City          | Manchester City          |                     |                     |                   |                   |                  | 1                |                  |                  |  |  |              |              |              |              |  |  |                                        |        |        |        |
|  | FC Barcelone             | FC Barcelone             | 2                   | 2                   |                   |                   |                  |                  |                  |                  |  |  |              |              |              |              |  |  |                                        |        |        |        |
|  | FC Barcelone             | FC Barcelone             | 2                   | 2                   | FC Barcelone      | FC Barcelone      | 1                | 0                |                  |                  |  |  |              |              |              |              |  |  |                                        |        |        |        |
|  |                          |                          |                     |                     | FC Barcelone      | FC Barcelone      | 1                | 0                |                  |                  |  |  |              |              |              |              |  |  |                                        |        |        |        |
|  |                          |                          | Atlético Madrid     | Atlético Madrid     | 1                 | 1                 |                  |                  |                  |                  |  |  |              |              |              |              |  |  |                                        |        |        |        |
|  | AC Milan                 | AC Milan                 | Atlético Madrid     | Atlético Madrid     | 1                 | 1                 | 0                | 1                |                  |                  |  |  |              |              |              |              |  |  |                                        |        |        |        |
|  | AC Milan                 | AC Milan                 |                     |                     |                   |                   |                  | 1                |                  |                  |  |  |              |              |              |              |  |  |                                        |        |        |        |
|  | Atlético Madrid          | Atlético Madrid          | 1                   | 4                   |                   |                   |                  |                  |                  |                  |  |  |              |              |              |              |  |  |                                        |        |        |        |
|  | Atlético Madrid          | Atlético Madrid          | 1                   | 4                   | Atlético Madrid   | Atlético Madrid   | 0                | 3                |                  |                  |  |  |              |              |              |              |  |  |                                        |        |        |        |
|  |                          |                          |                     |                     | Atlético Madrid   | Atlético Madrid   | 0                | 3                |                  |                  |  |  |              |              |              |              |  |  |                                        |        |        |        |
|  |                          |                          | Chelsea FC          | Chelsea FC          | 0                 | 1                 |                  |                  |                  |                  |  |  |              |              |              |              |  |  |                                        |        |        |        |
|  | Bayer Leverkusen         | Bayer Leverkusen         | Chelsea FC          | Chelsea FC          | 0                 | 1                 | 0                | 1                |                  |                  |  |  |              |              |              |              |  |  |                                        |        |        |        |
|  | Bayer Leverkusen         | Bayer Leverkusen         |                     |                     |                   |                   |                  | 1                |                  |                  |  |  |              |              |              |              |  |  |                                        |        |        |        |
|  | Paris SG                 | Paris SG                 | 4                   | 2                   |                   |                   |                  |                  |                  |                  |  |  |              |              |              |              |  |  |                                        |        |        |        |
|  | Paris SG                 | Paris SG                 | 4                   | 2                   | Paris SG          | Paris SG          | 3                | 0                |                  |                  |  |  |              |              |              |              |  |  |                                        |        |        |        |
|  |                          |                          |                     |                     | Paris SG          | Paris SG          | 3                | 0                |                  |                  |  |  |              |              |              |              |  |  |                                        |        |        |        |
|  |                          |                          | Chelsea FC          | Chelsea FC          | 1 E               | 2                 |                  |                  |                  |                  |  |  |              |              |              |              |  |  |                                        |        |        |        |
|  | Galatasaray              | Galatasaray              | Chelsea FC          | Chelsea FC          | 1 E               | 2                 | 1                | 0                |                  |                  |  |  |              |              |              |              |  |  |                                        |        |        |        |
|  | Galatasaray              | Galatasaray              |                     |                     |                   |                   |                  | 0                |                  |                  |  |  |              |              |              |              |  |  |                                        |        |        |        |
|  | Chelsea FC               | Chelsea FC               | 1                   | 2                   |                   |                   |                  |                  |                  |                  |  |  |              |              |              |              |  |  |                                        |        |        |        |
|  | Chelsea FC               | Chelsea FC               | 1                   | 2                   |                   |                   |                  |                  |                  |                  |  |  |              |              |              |              |  |  |                                        |        |        |        |
|  |                          |                          |                     |                     |                   |                   |                  |                  |                  |                  |  |  |              |              |              |              |  |  |                                        |        |        |        |

### Quarts de finale
| Équipe            | Aller  | Total | Retour | Équipe            |
| ----------------- | ------ | ----- | ------ | ----------------- |
| Manchester United | 1 - 1  | 2 - 4 | 1 - 3  | Bayern Munich     |
| FC Barcelone      | 1 - 1  | 1 - 2 | 0 - 1  | Atlético Madrid   |
| Real Madrid CF    | 3 - 0  | 3 - 2 | 0 - 2  | Borussia Dortmund |
| Paris SG          | 3 - 1E | 3 - 3 | 0 - 2  | Chelsea FC        |

### Demi-finales
| Équipe          | Aller | Total | Retour | Équipe        |
| --------------- | ----- | ----- | ------ | ------------- |
| Real Madrid CF  | 1 - 0 | 5 - 0 | 4 - 0  | Bayern Munich |
| Atlético Madrid | 0 - 0 | 3 - 1 | 3 - 1  | Chelsea FC    |

### Finale
La finale se dispute sur une seule rencontre, le samedi 24 mai 2014, à Lisbonne au Portugal, à l'Estádio da Luz.
| Club           | Score    | Club            |
| -------------- | -------- | --------------- |
| Real Madrid CF | 4 - 1 ap | Atlético Madrid |

## Nombre d'équipes par association et par tour
L'ordre des fédérations est établi suivant le classement UEFA des championnats en 2012, ordre qui a déterminé les places qualificatives.
| Angleterre          |                     | 4 Chelsea, Man. Utd, Arsenal, Man. City      | 4 Chelsea, Man. Utd, Arsenal, Man. City | 2 Chelsea, Man. Utd                | 1 Chelsea               |                         |  |  |  |
| Espagne             |                     | 4 Atlético, Barcelone, Real Madrid, Sociedad | 3 Atlético, Barcelone, Real Madrid      | 3 Atlético, Barcelone, Real Madrid | 2 Atlético, Real Madrid | 2 Atlético, Real Madrid |  |  |  |
| Allemagne           |                     | 4 Dortmund, Bayern, Schalke, Leverkusen      | 4 Dortmund, Bayern, Schalke, Leverkusen | 2 Dortmund, Bayern                 | 1 Bayern                |                         |  |  |  |
| Italie              |                     | 3 AC Milan, Juventus, Naples                 | 1 AC Milan                              |                                    |                         |                         |  |  |  |
| Portugal            |                     | 2 Porto, Benfica                             |                                         |                                    |                         |                         |  |  |  |
| France              |                     | 2 Marseille, Paris SG                        | 1 Paris SG                              | 1 Paris SG                         |                         |                         |  |  |  |
| Russie              |                     | 2 Zénith, CSKA                               | 1 Zénith                                |                                    |                         |                         |  |  |  |
| Autres associations | Autres associations | 11                                           | 2 Galatasaray, Olympiakos               |                                    |                         |                         |  |  |  |
| Total               | Total               | 32                                           | 16                                      | 8                                  | 4                       | 2                       |  |  |  |

- Associations n'ayant qu'un seul club représentant en phase de groupe, élimination :
  - en phase de groupe :  Chakhtar Donetsk,  Anderlecht,  Copenhague,  Austria,  Celtic,  Plzeň,  Steaua,  FC Bâle,  Ajax Amsterdam
  - en Huitièmes de finale :  Galatasaray,  Olympiakos

## Classements annexes
Dernière mise à jour faite après le match du 24 mai 2014
- Statistiques officielles de l'UEFA
- Rencontres de qualification non-incluses

### Buteurs
| Rang | Buteur             | Club              | Buts | Minutes jouées |
| ---- | ------------------ | ----------------- | ---- | -------------- |
| 1    | Cristiano Ronaldo  | Real Madrid       | 17   | 993            |
| 2    | Zlatan Ibrahimović | Paris SG          | 10   | 670            |
| 3    | Diego Costa        | Atlético Madrid   | 8    | 580            |
| 4    | Lionel Messi       | FC Barcelone      | 8    | 630            |
| 5    | Sergio Agüero      | Manchester City   | 6    | 429            |
| 6    | Robert Lewandowski | Borussia Dortmund | 6    | 809            |
| 7    | Gareth Bale        | Real Madrid       | 6    | 873            |
| 8    | Álvaro Negredo     | Manchester City   | 5    | 326            |
| 9    | Arturo Vidal       | Juventus Turin    | 5    | 533            |
| 10   | Thomas Müller      | Bayern Munich     | 5    | 708            |

### Passeurs
| Rang | Passeur              | Club              | Passes | Minutes jouées |
| ---- | -------------------- | ----------------- | ------ | -------------- |
| 1    | Wayne Rooney         | Manchester United | 8      | 767            |
| 2    | Ángel Di María       | Real Madrid       | 6      | 822            |
| 3    | Karim Benzema        | Real Madrid       | 5      | 913            |
| 4    | Cristiano Ronaldo    | Real Madrid       | 5      | 993            |
| 5    | Samir Nasri          | Manchester City   | 4      | 430            |
| 6    | Gregory van der Wiel | Paris SG          | 4      | 540            |
| 7    | Oscar                | Chelsea           | 4      | 692            |
| 8    | Gareth Bale          | Real Madrid       | 4      | 873            |
| 9    | Arjen Robben         | Bayern Munich     | 4      | 877            |
| 10   | Gabi                 | Atlético Madrid   | 4      | 1110           |

### Équipe-type de la Ligue des champions de l'UEFA
| Gardien            |                   |
| Thibaut Courtois   | Atlético Madrid   |
| Manuel Neuer       | Bayern Munich     |
| Défenseurs         |                   |
| Diego Godín        | Atlético Madrid   |
| Philipp Lahm       | Bayern Munich     |
| Daniel Carvajal    | Real Madrid       |
| Pepe               | Real Madrid       |
| Sergio Ramos       | Real Madrid       |
| Milieux            |                   |
| Gabi               | Atlético Madrid   |
| Andrés Iniesta     | FC Barcelone      |
| Toni Kroos         | Bayern Munich     |
| Ángel Di María     | Real Madrid       |
| Luka Modrić        | Real Madrid       |
| Xabi Alonso        | Real Madrid       |
| Attaquants         |                   |
| Marco Reus         | Borussia Dortmund |
| Diego Costa        | Atlético Madrid   |
| Arjen Robben       | Bayern Munich     |
| Zlatan Ibrahimović | Paris SG          |
| Cristiano Ronaldo  | Real Madrid       |

## Événements
- 23 octobre 2013 : lors du match opposant le RSC Anderlecht et le Paris SG, Zlatan Ibrahimović rejoint le club très fermé des joueurs ayant inscrit un quadruplé en ligue des champions.
- 27 novembre 2013 : Zlatan Ibrahimović et Cristiano Ronaldo égalent le record du nombre de buts inscrits en une seule phase de poules de ligue des champions (8 buts).
- 10 décembre 2013 : Cristiano Ronaldo établit un nouveau record concernant le nombre de buts inscrits en une phase de poules de ligue des champions avec 9 buts inscrits en 5 matchs. Il marque également le 800e but du Real Madrid dans cette compétition.
- 10 décembre 2013 : le match opposant le Galatasaray SK et la Juventus est interrompu à la 33e minute de jeu en raison de chutes de neige trop abondantes qui remettent en cause la praticabilité du terrain. Le lendemain, à 14 h, le match reprend là où il s'était arrêté. À la 85e minute, sur une passe de Didier Drogba, Wesley Sneijder marque le but qui élimine la Juventus et qualifie Galatasaray.
- 11 décembre 2013 : Naples devient la première équipe à ne pas terminer dans les deux premières places malgré un total de 12 points. Par contre, il ne s'agit pas du premier club éliminé avec ce total, le PSG ayant connu la même mésaventure en 1997 en finissant deuxième de sa poule à une époque où seuls les deux meilleurs deuxièmes (sur six groupes) étaient qualifiés.
- 11 décembre 2013 : le Zenith Saint-Petersbourg devient la première équipe à se qualifier en ne marquant pas plus de six points (victoire à trois points). Quelques équipes avaient déjà réussi à se qualifier avec sept points, personne ne l'avait fait avec moins.
- 11 décembre 2013 : les deux clubs portugais participant à la Ligue des champions 2013-2014 sont éliminés. C'est seulement la deuxième fois depuis la mise en place de la version moderne de la Ligue des champions que le Portugal n'est pas représenté dans la phase finale de la compétition.
- 11 décembre 2013 : le football allemand réalise pour la première fois de son histoire la qualification de ses quatre participants pour les huitièmes de finale (Borussia Dortmund, Bayer Leverkusen, Bayern Munich et Schalke 04).
- 11 décembre 2013 : l'Olympique de Marseille devient le premier club français à terminer la phase de poule avec 0 point. Seules 11 autres équipes avaient connu pareille mésaventure depuis que la Ligue des champions existe sous cette forme.
- 2 avril 2014 : Cristiano Ronaldo égale le record du nombre de buts inscrits en une édition de ligue des champions (14 buts).
- 29 avril 2014 : Cristiano Ronaldo établit un nouveau record du nombre de buts inscrits en une édition de ligue des champions (16 buts).
- 30 avril 2014 : l'Atlético Madrid bat Chelsea en demi-finale et se qualifie donc pour la finale. Il y aura donc un derby en finale (Real Madrid-Atlético Madrid), une première dans l'histoire de la coupe.
- 24 mai 2014 : Cristiano Ronaldo établit un nouveau record du nombre de buts inscrits en une édition de ligue des champions (17 buts).
- 24 mai 2014 : Le Real Madrid remporte sa dixième ligue des champions devant l'Atlético Madrid par 4 à 1.